# Sông Odeleite

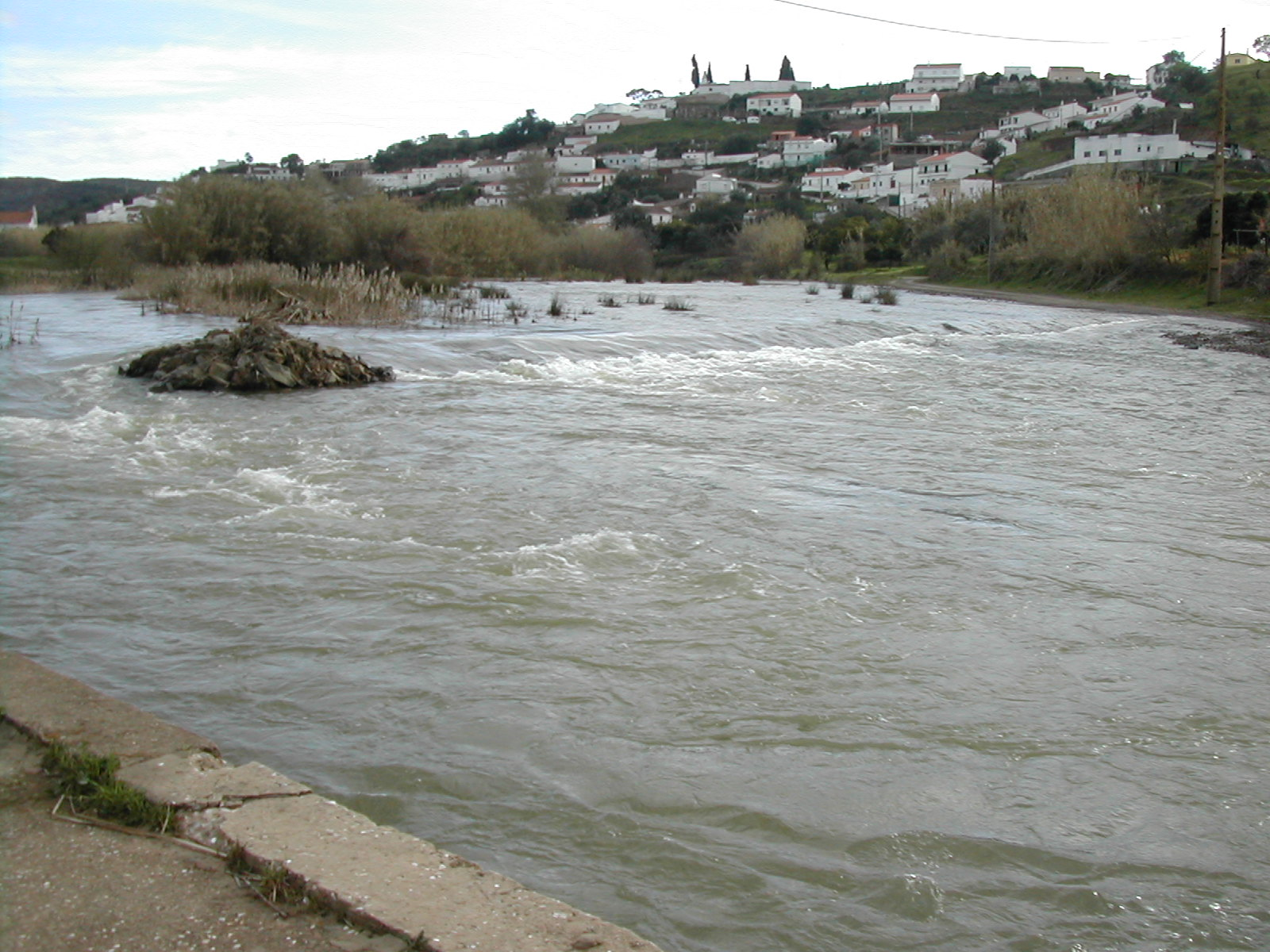
Sông Odeleite

Sông Odeleite là một con sông ở thành phố Castro Marim, Algarve, Bồ Đào Nha. Sông còn được gọi là "sông Rồng Xanh" (The River Blue Dragon) vì màu xanh đậm cùng hình dáng uốn lượn như một con rồng.